# Bioacústica
La bioacústica es una ciencia multidisciplinaria que combina la biología y la acústica. Usualmente se refiere a la investigación de la producción del sonido, su dispersión a través de un medio y su recepción en animales (incluyendo los humanos). Esto envuelve el énfasis neurofisiológico y anatómico de la producción y detección del sonido y la relación de las señales acústicas con el medio en el que se transmiten. Estos hallazgos han dado evidencia acerca de la evolución de los mecanismos acústicos y de alguna manera de los animales que los utilizan.
En la acústica marina este término también es utilizado para nombrar el efecto de plantas y animales en la propagación del sonido bajo el agua, usualmente se refieren al uso del sonar para la estimación de biomasas

## Historia
Por mucho tiempo los humanos han utilizado sonidos animales para encontrarse y reconocerse. La bioacústica se estableció como disciplina científica por el biólogo esloveno Ivan Regen que empezó a estudiar sistemáticamente los sonidos de los insectos. En 1925 utilizó un instrumento estridulatorio para realizar un dueto con un insecto. Más tarde puso un grillo macho detrás de un micrófono y unos hembra detrás de un altavoz, observando que los grillos hembra se dirigían hacia el altavoz y no hacia el macho. La contribución más importante de Regen es el descubrimiento que los insectos detectan sonidos en el aire a través de la función del órgano timpánico.
En ese tiempo existían dispositivos electro-mecánicos relativamente crudos (como los fonógrafos que servían para evaluar crudamente las propiedades de la señal. La toma de medidas más exactas fue posible hacia la mitad del siglo XX gracias a los avances en electrónica y la utilización de dispositivos como  osciloscopios y grabadoras digitales.
Los avances más recientes en la bioacústica se han dado en el campo de las relaciones de los animales y su ambiente acústico y el impacto del ruido en este.  Técnicas bioacústicas han sido propuestas recientemente como un método no invasivo para estimar la biodiversidad en un ecosistema.

## Métodos en bioacústica

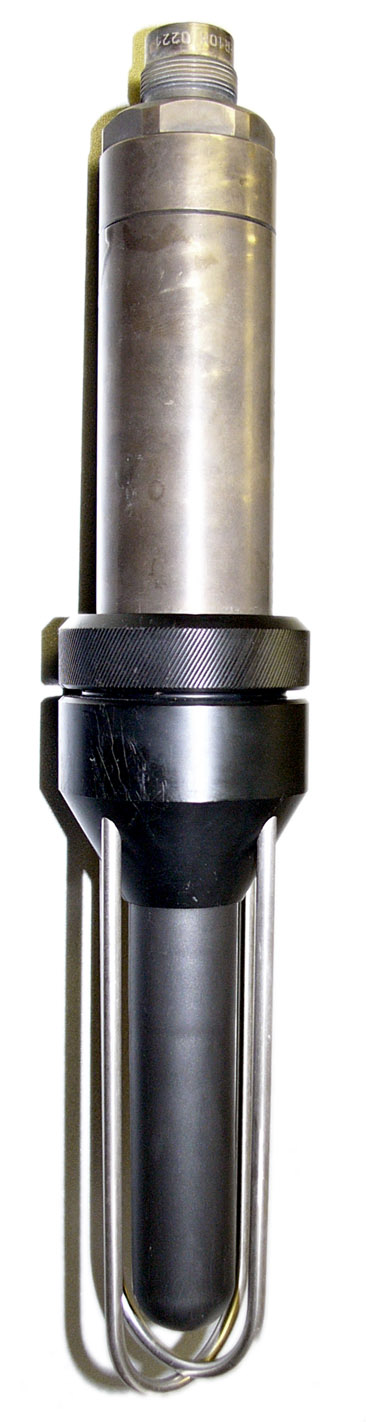
Hidrófono

Escuchar es uno de los principales métodos en investigación bioacústica. Se sabe muy poco acerca de los procesos neurofisiológicos que desempeñan un papel importante en la producción, detección e interpretación del sonido en los animales. Entonces el comportamiento animal y estas señales son utilizadas como ayuda en estos procesos de investigación.

### Señales acústicas

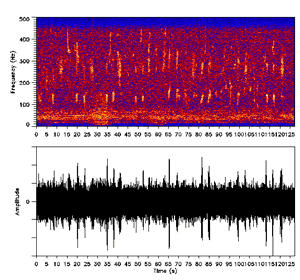
Espectrograma (arriba) y oscilograma (debajo) de las llamadas de la ballena jorobada.

Un observador con experiencia puede utilizar sonidos animales para reconocer la especie, localización y la condición en la naturaleza del animal emisor. La investigación de sonidos animales también incluye su grabación en un equipo electrónico de grabación. Debido al amplio rango de las propiedades y medios en los que se propaga, se requiere equipo especializado como: un hidrófono (para sonidos submarinos), un ultrasonido (para detectar sonidos de altas  frecuencias) o un vibrómetro (para señales sustrato-aire). Se utilizan computadores para el almacenamiento y análisis de los sonidos grabado. También se utiliza software especializado en la edición de sonido para describir y organizar estas señales de acuerdo a su intensidad, frecuencia, duración y otros parámetros.
Las colecciones de estos sonidos, manejadas por los museos de historia natural y otras instituciones, son una herramienta importante para la investigación sistemática de las señales.

### Producción de sonido, detección y uso en animales
Los científicos en el campo de la bioacústica se interesan en la anatomía y la neurofisiológia de los órganos que están involucrados en la producción y detección de sonido, incluyendo su forma, acción muscular, y la actividad del circuito neuronal involucrado. Existe un especial interés en codificar las señales junto con sus  potenciales de acción en esta última.
Debido a que los métodos utilizados en investigación neurofisiológica son muy complejos y el entendimiento de estos procesos está incompleto se utilizan métodos más triviales. Es especialmente útil la observación de respuestas comportamentales a las señales acústicas. Una de estas respuesta es la fonotaxia (movimiento direccional hacia la señal). Al observar la respuesta a ciertas señales en un ambiente controlado se puede ganar conocimiento en la función, sensibilidad del aparato auditivo, capacidad de filtrar sonidos, etc.

### Estimación de biomasa
La estimación de biomasa es un método para detectar y calificar peces y otros organismos marinos utilizando tecnología sonar. A medida que el sonido se va moviendo a través del agua, encuentra objetos de diferentes intensidades que el medio (como los peces) que frenan el sonido de vuelta a la fuente. Estos ecos brindan información acerca del tamaño y abundancia. Las funciones básicas de este dispositivo son: transmitir el sonido, recibir, filtrar y amplificar, grabar y analizar estos ecos. A pesar de que hay manufacturas de “buscadores de peces”, el análisis cuantitativo requiere que las mediciones sean con un equipo de eco calibrado con alta relación señal/ruido.

## Sonidos animales

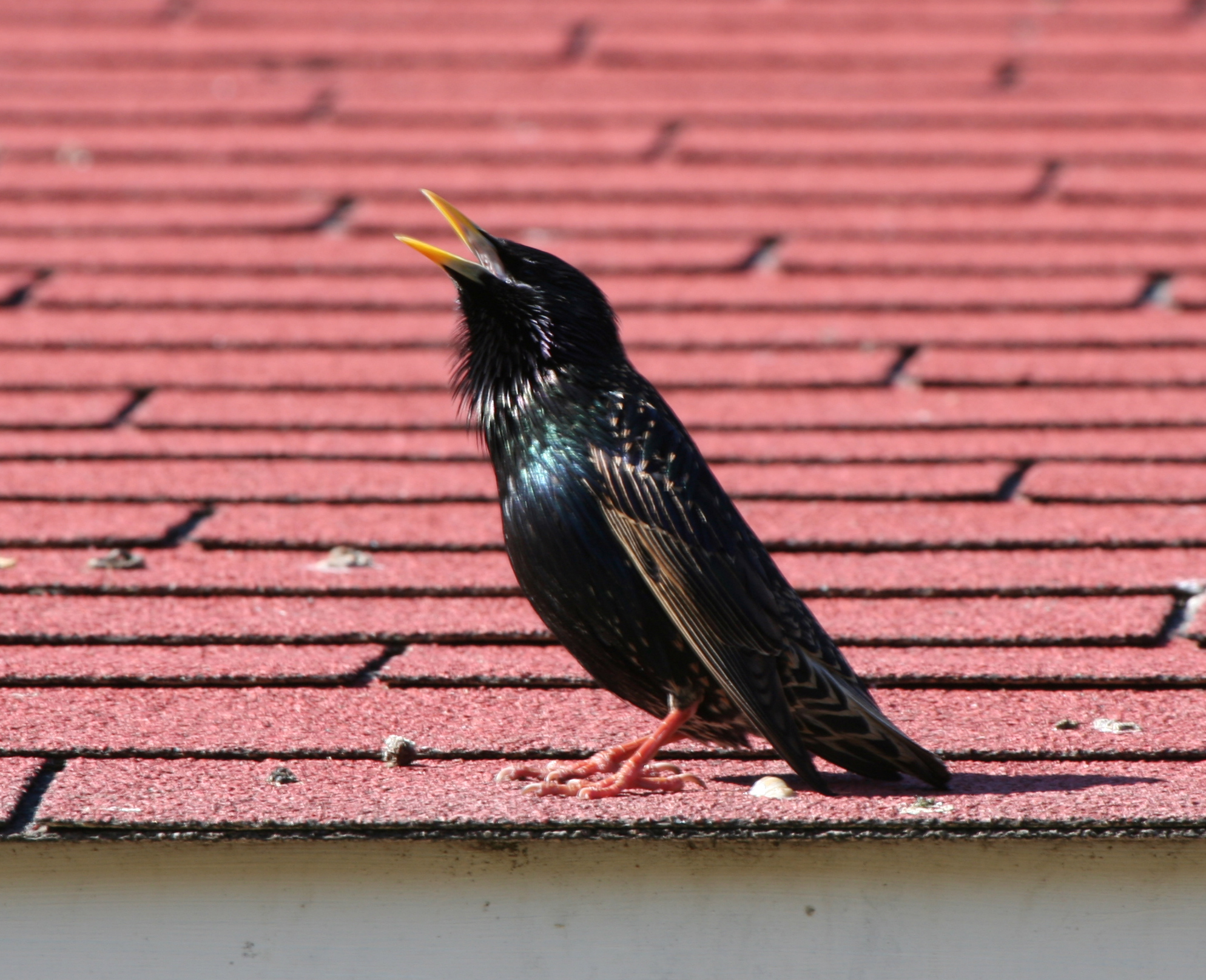
Estornino pinto cantando

Los sonidos animales que están dentro del área de estudio de la bioacústica incluyen un amplio rango de frecuencias y medios de propagación. Muchas veces estos no son sonidos estrictamente, por ejemplo las  ondas longitudinales se propagan a través del aire y son detectables por el oído humano. En cuanto a frecuencias ultrasónicas, los murciélagos utilizan sonidos para localizarse. Por el otro lado, las frecuencias bajas no siempre son detectadas por los órganos auditivos sino por otros menos especializados. Por ejemplo las vibraciones en la tierra producidas por los elefantes cuya frecuencia es de 15 Hz y vibraciones sustrato-aire de media o baja vibración utilizadas por la mayoría de los insectos.  Sin embrargo, muchos de los sonidos animales se encuentran dentro del rango audible humano (desde 20 Hz hasta 20000 Hz). Los mecanismos para la producción y detección de sonido son tan diversos como las señales en si.

## Más lectura
- Ewing A.W. (1989): Arthropod bioacoustics: Neurobiology and behaviour. Edinburgh: Edinburgh Universitsy Press. ISBN 0-7486-0148-1
- Fletcher N. (2007): Animal Bioacoustics Archivado el 6 de junio de 2011 en Wayback Machine.. IN: Rossing T.D. (ed.): Springer Handbook of Acoustics Archivado el 17 de noviembre de 2007 en Wayback Machine., Springer. ISBN 978-0-387-33633-6

- Datos: Q864191